# Ramona, Kalifornien
Ramona är en ort (CDP) i San Diego County, i delstaten Kalifornien, USA. Enligt United States Census Bureau har orten en folkmängd på 20 292 invånare (2010) och en landarea på 99,5 km².